# Caloosahatchee
Le Caloosahatchee (anglais : Caloosahatchee River) est un fleuve des États-Unis qui prend sa source dans le lac Hicpochee en Floride (lui-même relié au lac Okeechobee par le canal Caloosahatchee). 
Il draine la région rurale du nord des Everglades, au nord-ouest de Miami, avant de se jeter dans le golfe du Mexique. Il est une importante voie fluviale du sud de la Floride dont le cours s'étend sur 121 kilomètres et le bassin sur plus de 3 570 km2.

## Histoire
Le fleuve doit son nom à la tribu Calusa qui peuplait la région lorsque les espagnols y débarquèrent au XVIe siècle. Son nom signifie « rivière des Calusa ».